# Acacia xanthophloea

Acacia xanthophloea, o "árbol de la fiebre", es un árbol de la familia Fabaceae. Esta especie de acacia es originaria del este y sur de África. Se puede encontrar en Botsuana, Kenia, Malaui, Mozambique, Somalia, Sudáfrica, Suazilandia, Tanzania, Zambia y Zimbabue. También se ha convertido en un árbol común de parques en países de clima cálido, fuera de su zona de distribución natural. 

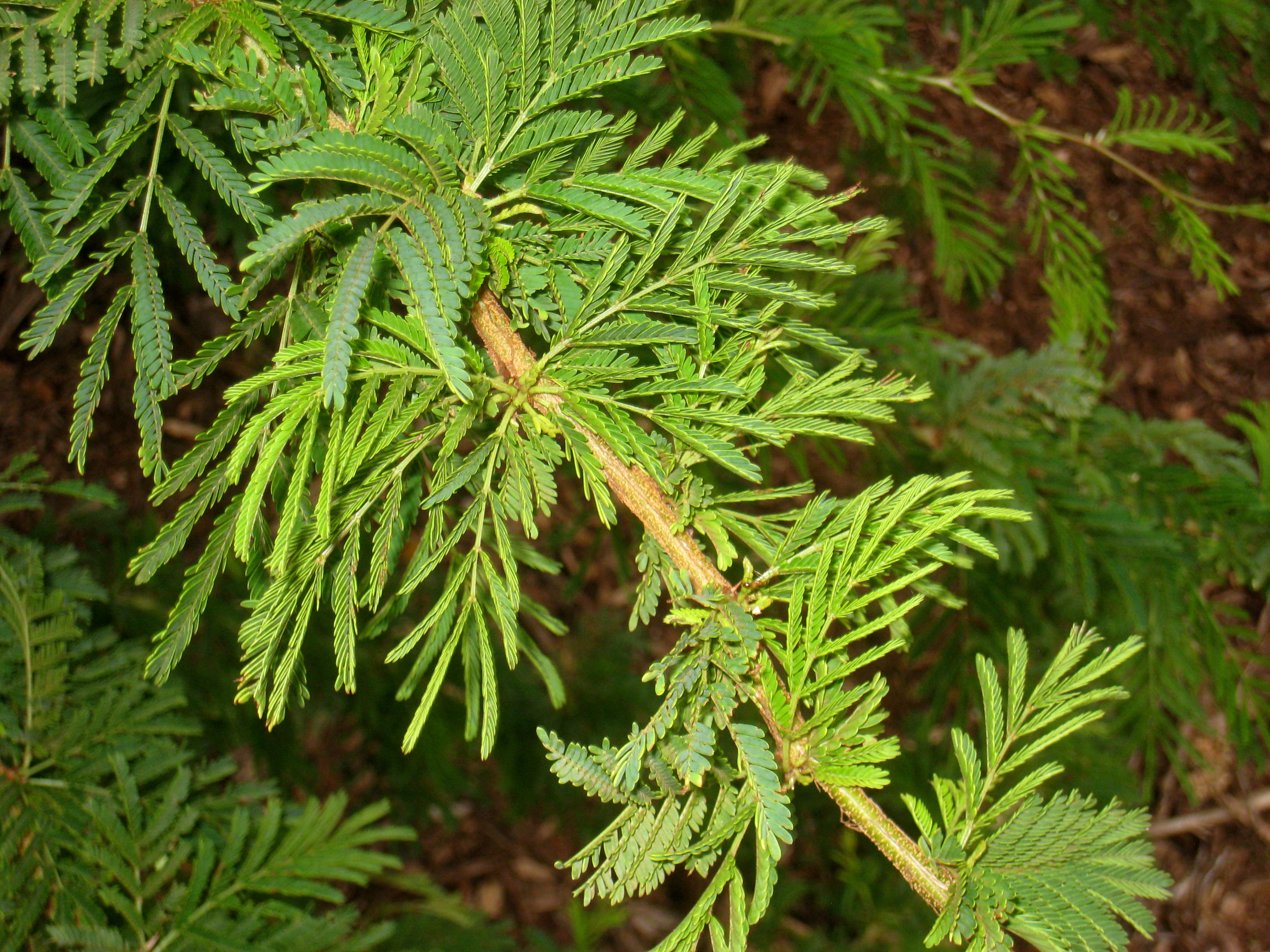
Detalle de las hojas.

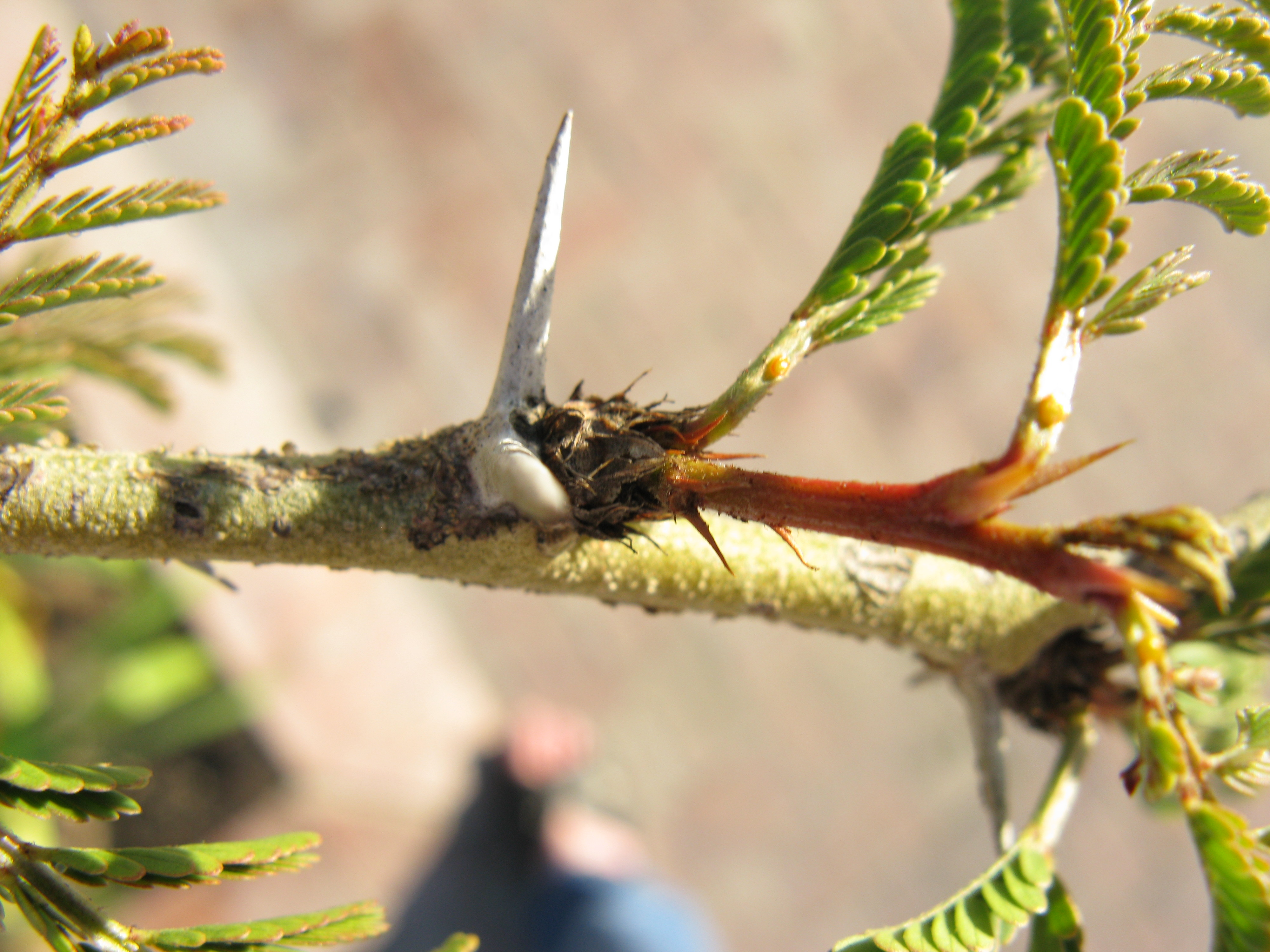
Detalle de las espinas.

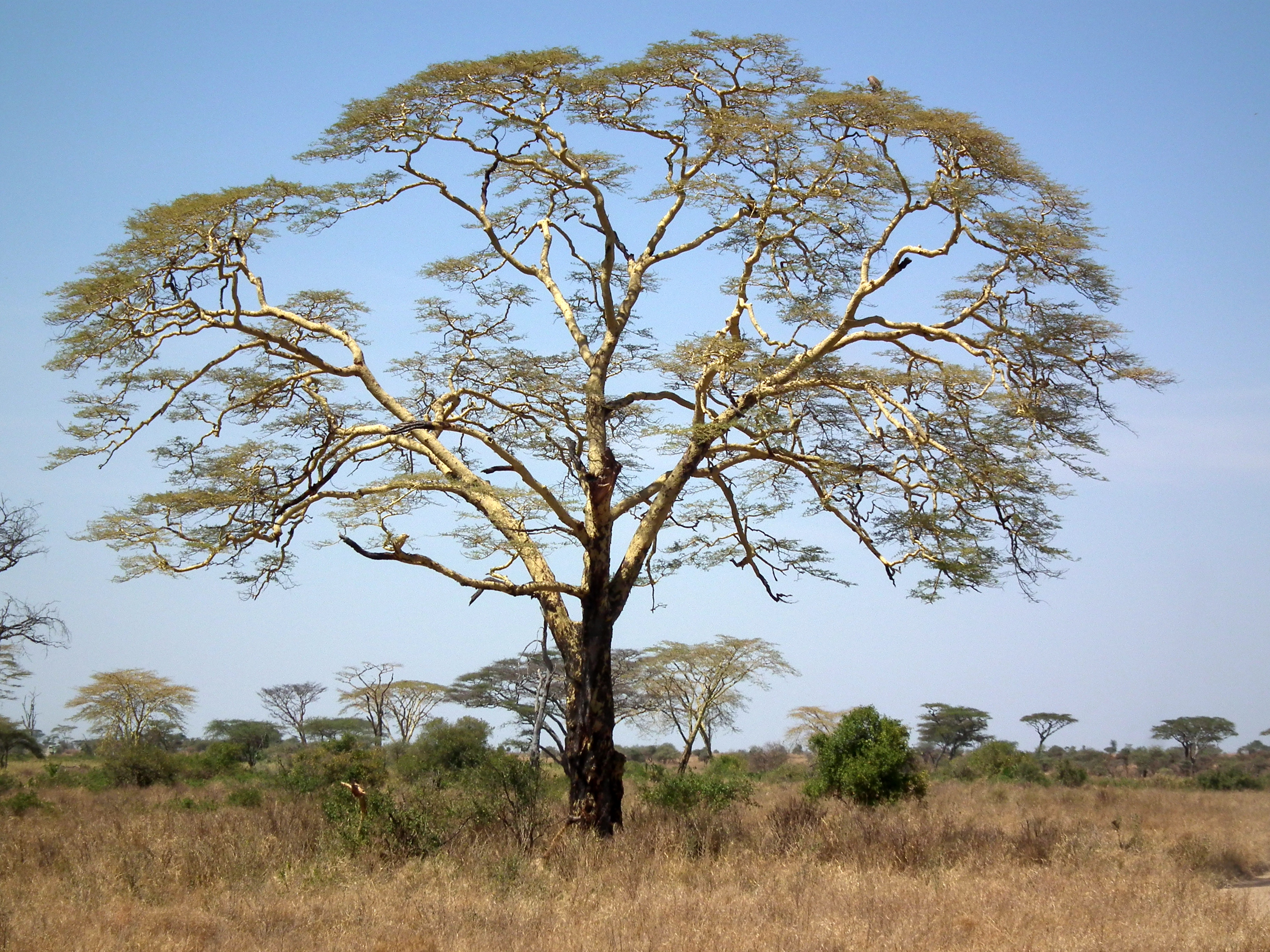
Vista de la planta.

## Descripción
Son árboles que suelen alcanzar una altura de 15-25 m. Tienen una característica corteza suave, quebradiza y de color amarillo verdoso, aunque antes los brotes son purpúreos y al pelarse naturalmente muestran el amarillo.
Es uno de los pocos árboles que hace fotosíntesis también con la corteza. En las ramas crecen espinas rígidas y blancas en pares. Las hojas son doblemente compuestas, con pequeños foliolos de (8 x 2 mm). Las flores se presentan en inflorescencias esféricas de color crema pálido perfumadas, agrupadas en los nudos y hacia los extremos de las ramas. 
Acacia xanthophloea es un árbol de crecimiento rápido y poco longevo. Tiende a formar rodales de individuos coetáneos que suelen secarse al mismo tiempo, lo cual ha sido atribuido a los elefantes, las capas freáticas y la senescencia síncrona.

## Especie invasora
En el estado de Queensland, Australia, este árbol está catalogado por la Biosecurity Act 2014 como una planta invasora, por ello se prohíbe regalarlo, venderlo o plantarlo sin permiso. La ley también obliga a informar a las autoridades competentes si se encuentra asilvestrado antes de 24 horas y en Queensland todo el mundo debe tomar medidas razonables y prácticas para reducir el riesgo de su expansión hasta recibir indicaciones de una persona autorizada. Sólo se ha encontrado en jardines y no en espacios naturales. Es considerado una plaga en el estado de Australia Occidental.

## En la cultura popular
Estos árboles han sido inmortalizados por Rudyard Kipling en The Elephant's Child uno de sus relatos de Just So Stories, en el que se refiere en varias ocasiones al "gran río Limpopo gris-verde, grasiento, todo rodeado por "árboles de la fiebre".

## Taxonomía
Acacia xanthophloea fue descrita por George Bentham y en Transactions of the Linnean Society of London 30(3): 511. 1875.
Etimología
Acacia: nombre genérico derivado del griego ακακία (akakia), que fue otorgado por el botánico Griego Pedanius Dioscorides (A.C. 90-40) para el árbol medicinal A. nilotica en su libro De Materia Medica. El nombre deriva de la palabra griega, ακις (akis, espinas).
xanthophloea: epíteto que deriva del griego y significa "corteza amarilla" (ξανθός "amarillo, de oro"; φλοιός "corteza"). 
El nombre común, árbol de la fiebre, se debe a su preferencia por crecer en áreas pantanosas: los primeros colonos europeos en la región advirtieron que la malaria se daba donde se encontraban estos árboles. Ahora se sabe que la malaria se transmite por los mosquitos que viven en las zonas pantanosas donde a menudo aparece esta especie, y no por los árboles.